# Port McNeill
Port McNeill är en småstad (town) på den norra delen av Vancouver Island, som tillhör den kanadensiska provinsen British Columbia. Staden var ursprungligen ett läger för arbetare inom skogsindustrin och 1936 blev den en by. 1966 valde myndigheterna att klassificera Port McNeill som en stad.
Den breder sig ut över 13,77 kvadratkilometer (km2) stor yta och hade en folkmängd på 2 505 personer vid den nationella folkräkningen 2001.